# Alfred Mellows
Alfred Paul Mellows (8. juni 1922 - 11. juli 1997) var en engelsk roer.
Mellows var en del af den britiske otter, der vandt en sølvmedalje ved OL 1948 på hjemmebane i London. Briterne sikrede sig sølvmedaljen efter en finale, hvor de kun blev besejret af USA. Norge sikrede sig bronzemedaljerne. Besætningen i Storbritanniens båd blev desuden udgjort af Christopher Barton, Michael Lapage, Guy Richardson, Paul Bircher, Paul Massey, Brian Lloyd, John Meyrick og styrmand Jack Dearlove.
Mellows var, ligesom de øvrige roere i briternes 1948-otter, studerende ved University of Cambridge. I 1947 og 1948 var han med i båden der besejrede Oxford University i det traditionelle Boat Race på Themsen.

## OL-medaljer
- 1948:  Sølv i otter